# Kanton Le Puy-en-Velay-Sud-Est
Der Kanton Le Puy-en-Velay-Sud-Est war bis 2015 ein französischer Wahlkreis im Arrondissement Le Puy-en-Velay, im Département Haute-Loire und in der Region Auvergne in Frankreich; sein Hauptort war Le Puy-en-Velay. Sein Vertreter im Conseil Régional für die Jahre 2008 bis 2015 war Pierre Robert.
Der Kanton umfasste zwei Gemeinden und einen Teil der Stadt Le Puy-en-Velay. 

## Gemeinden
| Gemeinde        | Einwohner Jahr | Fläche km² | Bevölkerungsdichte | Postleitzahl | Code INSEE |
| --------------- | -------------- | ---------- | ------------------ | ------------ | ---------- |
| Arsac-en-Velay  | 1241 (2013)    | –          | – Einw./km²        | 43700        | 43010      |
| Coubon          | 3062 (2013)    | –          | – Einw./km²        | 43700        | 43078      |
| Le Puy-en-Velay | 18619 (2013)   | –          | – Einw./km²        | 43000        | 43157      |